# 代尔巴蒙
代尔巴蒙（法語：Derbamont，法語發音：[dɛʁbamɔ̃] ⓘ）是法国大東部大區孚日省的一个市镇，属于埃皮纳勒区。

## 地理
代尔巴蒙（48°16'6"N, 6°16'4"E）面积6.83 平方千米，位于法国大東部大區孚日省，该省份为法国东北部内陆省份，北起默兹省和默尔特-摩泽尔省，西接上马恩省，南至上索恩省和贝尔福地区省，东临上莱茵省和下莱茵省。
与代尔巴蒙接壤的市镇（或旧市镇、城区）包括：马德涅、马多讷和拉姆雷、勒涅、沃伯克西、巴兹涅、布克西埃奥布瓦、布兹蒙、锡尔库尔、居涅欧索。

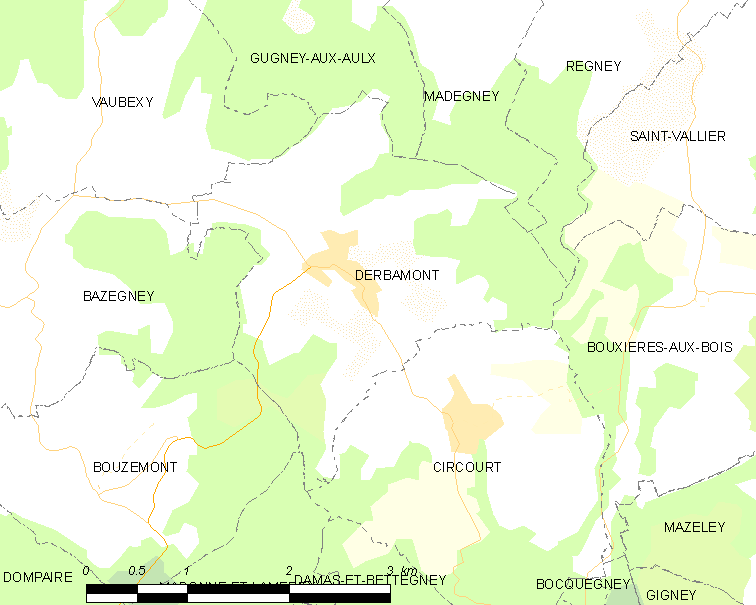
代尔巴蒙的OSM定位图

代尔巴蒙的时区为UTC+01:00、UTC+02:00（夏令时）。

## 行政
代尔巴蒙的邮政编码为88270，INSEE市镇编码为88129。

## 政治
代尔巴蒙所属的省级选区为沙尔姆县。

## 人口

1962-2008年间代尔巴蒙人口变化图示

代尔巴蒙于2022年1月1日时的人口数量为99人。